# Rimularia
Rimularia is een geslacht van korstmossen behorend tot de familie Trapeliaceae. De typesoort is Rimularia limborina.

## Soorten
Volgens Index Fungorum bevat het geslacht 26 soorten (peildatum februari 2023):
| Soortnaam                 | Auteur(s)                                           | Publicatiejaar |
| ------------------------- | --------------------------------------------------- | -------------- |
| Rimularia actinostoma     | Coppins & Fryday                                    | 2006           |
| Rimularia albotessellata  | Kantvilas                                           | 2014           |
| Rimularia applanata       | Kantvilas & Coppins                                 | 2001           |
| Rimularia aspicilioides   | Kantvilas                                           | 2014           |
| Rimularia asteriphila     | Kantvilas                                           | 2014           |
| Rimularia australis       | Hertel & Rambold                                    | 1990           |
| Rimularia austrolimborina | Coppins & Fryday                                    | 2006           |
| Rimularia badioatra       | (Kremp.) Hertel & Rambold                           | 1990           |
| Rimularia campestris      | Kantvilas & Elix                                    | 2007           |
| Rimularia cerebriformis   | Kantvilas                                           | 2008           |
| Rimularia circumgrisea    | Kantvilas                                           | 2014           |
| Rimularia coppinsiana     | Kantvilas                                           | 2014           |
| Rimularia exigua          | Hertel & Rambold                                    | 1990           |
| Rimularia geumodoensis    | (S.Y. Kondr., Lőkös & Hur) S.Y. Kondr., Lokös & Hur | 2016           |
| Rimularia gibbosa         | (Ach.) Coppins, Hertel & Rambold                    | 1990           |
| Rimularia globulispora    | Sipman & Aptroot                                    | 1991           |
| Rimularia gyromuscosa     | Aptroot                                             | 2003           |
| Rimularia intercedens     | (H. Magn.) Coppins                                  | 1993           |
| Rimularia limborina       | Nyl.                                                | 1868           |
| Rimularia maculata        | Fryday                                              | 2004           |
| Rimularia michoacanensis  | (B. de Lesd.) Timdal                                | 2002           |
| Rimularia paradoxa        | Timdal & W.A. Weber                                 | 2002           |
| Rimularia psephota        | (Tuck.) Hertel & Rambold                            | 1987           |
| Rimularia ramboldiana     | Kantvilas & Elix                                    | 2007           |
| Rimularia subconcava      | (H. Magn.) Timdal                                   | 2002           |
| Rimularia umbratilis      | Kantvilas & Coppins                                 | 2001           |